# Argentinomyia neotropicus
Argentinomyia neotropicus är en tvåvingeart som först beskrevs av Charles Howard Curran 1937.  Argentinomyia neotropicus ingår i släktet Argentinomyia och familjen blomflugor. Inga underarter finns listade i Catalogue of Life.